# 馬南布盧河
馬南布盧河（Manambolo）是馬達加斯加的河流，位於該國東部，發源自首都塔那那利佛以西130公里的海拔高度1,250米處，最終注入莫桑比克海峽，河道全長370公里，流域面積13,970平方公里。